# Solomys
Solomys — рід гризунів родини Мишевих. Рід включає п'ять видів, один з яких є вимерлим.
Представники роду Solomys- відносно великі щуроподібні гризуни. Довжина тіла становить від 19 до 33 см4 довжина хвоста від 20 до 36 см; вага від 0,3 до 1 кг. Їх хутро коричневого або сірого кольору; живіт трохи світліший. Хвіст лисий. На лапах міцні кігті.
Представники роду Solomys є ендеміками Соломонових островів. Вони мешкають в лісах, добре вміють лазити по деревах. Будують гнізда з листя між гілок або в дуплах. Їх раціон складається зокрема з горіхів, які вони розгризають своїми міцними зубами. 
Всі види цього роду знаходяться під загрозою зникнення. Причиною цього є руйнування їхнього природного середовища існування і полювання на них.